# Oren
Oren (hebräisch אֹרֶן) ist ein hebräischer männlicher Vorname mit der Bedeutung „Kiefer“ oder „Pinie“. Der Name kommt auch als Familienname vor.

## Namensträger

### Vorname
- Oren Ambarchi (* 1969), australischer Multiinstrumentalist und Komponist
- Oren Amiel (* 1971), israelischer Basketballtrainer und -spieler
- Oren S. Copeland (1887–1958), US-amerikanischer Politiker
- Oren Eizenman (* 1985), israelisch-kanadischer Eishockeyspieler
- Oren Harris (1903–1997), US-amerikanischer Politiker
- Oren Hazan (* 1981), israelischer Politiker
- Oren Koules (* 1961), US-amerikanischer Eishockeyspieler und -funktionär sowie Filmproduzent
- Oren Lavie (* 1976), israelischer Komponist, Musiker, Theaterschriftsteller und Regisseur
- Oren E. Long (1889–1965), US-amerikanischer Politiker
- Oren Marshall (* 1966), englischer Tubist
- Oren Moverman (* 1966), israelischer Drehbuchautor und Filmregisseur
- Oren Patashnik (* 1954), US-amerikanischer Informatiker
- Oren Peli (* 1970), israelisch-amerikanischer Spieleprogrammierer und Filmemacher
- Oren Schmuckler (* 1954), israelischer Regisseur, Filmemacher und Fotograf
- Oren Smadja (* 1970), israelischer Judoka
- Oren Uziel, Drehbuchautor, Produzent und Regisseur
- Oren Zamir (* 1988), israelischer Eishockeyspieler

### Familienname
- Daniel Oren (* 1955), israelischer Dirigent
- David C. Oren (* 1953), US-amerikanischer Ornithologe
- Doron Oren (* 1969), israelischer Sänger
- Eliezer Oren (1938–2024), israelischer Archäologe, Historiker und Hochschullehrer
- Isy Orén (* 1946), deutsche Sängerin und Schauspielerin
- Michael Oren (* 1955), israelischer Politiker und Diplomat
- Moshe Oren, israelischer Molekularbiologe
- Mordechai Oren (1905–1985), israelischer Journalist, Sekretär und Herausgeber
- Ram Oren (Autor) (* 1936), israelischer Jurist, Journalist, Autor und Verleger
- Ram Oren (Ökologe) (* 1952), US-amerikanischer Ökologe und Hochschullehrer